# دندانپزشک در گراند هتل
دندانپزشک در گراند هتل (اسپانیایی: Un célebre especialista sacando muelas en el gran Hotel Europa‎) یک فیلم ساخته ونزوئلا در ژانر مستند است که در سال ۱۸۹۷ منتشر شد.